# Sílvia Osuna Oliveras
Sílvia Osuna Oliveras (Castellón de Ampurias, 1983) es una investigadora en el campo de química computacional en el Instituto de Química Computacional y Catálisis (IQCC) en la Universidad de Gerona.

## Trayectoria profesional
Tras doctorarse en 2010 en la Universidad de Gerona, bajo la supervisión de Miquel Solà y Marcel Swart (tesis:Theoretical studies of the exohedral reactivity of fullerene compounds), se desplazó a la Universidad de California, Los Ángeles (UCLA) para una estancia postdoctoral en el grupo del profesor Kendall N. Houk. En 2013, obtuvo el premio Juan de la Cierva por su trabajo postdoctoral, y en 2015 el Ramón y Cajal.[cita requerida]
Actualmente dirige el grupo de CompBioLab en el Instituto de Química Computacional y Catalysis (IQCC) en la Universidad de Gerona. Durante su carrera científica, ha trabajado en el diseño computacional de las enzimas para sus aplicaciones potenciales en medicina. Es autora de varias publicaciones en revistas internacionales.
En 2016 ganó el premio FPdGi de Investigación Científica otorgado por la Fundación Princesa de Girona.